# Johann Georg Urbansky

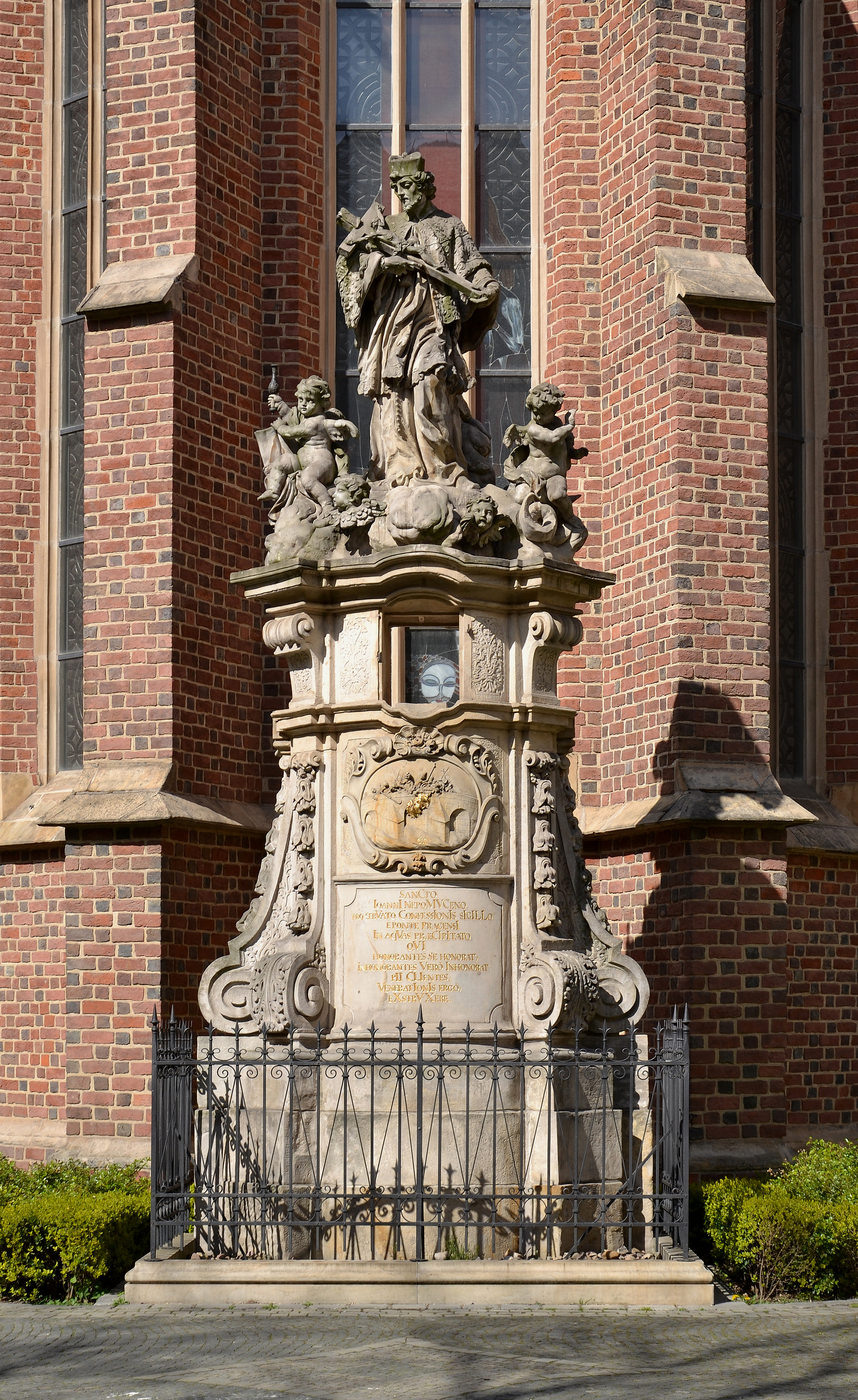
Nepomuk-Denkmal an der Matthiaskirche in Breslau

Johann Georg Urbansky (auch Johann George Urbansky; tschechisch Jan Jiří Urbansky; * 1675 in Kulm, Leitmeritzer Kreis; † 1738) war ein aus Böhmen stammender Bildhauer und Alabasterschnitzer, der überwiegend in Schlesien tätig war.

## Leben
Urbansky war ab 1693 Schüler des Bildhauers Johann Brokoff in Prag. Wegen Streitigkeiten mit seinem Lehrherrn ging er 1697 nach Bautzen, wo er bei Theodor Pausewein den Lehrbrief erlangte. Ab dem Jahr 1718 ist er in Breslau belegt, wo er u. a. mit Franz Joseph Mangoldt und Johann Albrecht Siegwitz zusammenarbeitete.

## Werke (Auswahl)
- Breslau:
  - Breslauer Dom:
    - Marmorkanzel nach Entwurf des Jesuiten Christoph Tausch (1723; gemeinsam mit Johann Adam Karinger)
    - Skulpturen der Hll. Gregor und Hieronymus (1727, am Lettner)
    - Epitaph der Bischöfe Gottfried (Bischof von Breslau) und Nanker (1723)

  - St. Maria Magdalena: Schnitzwerk des barocken Orgelprospekts (1722–1724)
  - St.-Vinzenz-Kirche: Umbau der Marienkapelle zu einem Mausoleum für den Prämonstratenserabt Ferdinand v. Hochberg nach Entwurf von Christoph Hackner (1723–1727 gemeinsam u. a. mit Johann Albrecht Siegwitz, Johann Adam Karinger und Ignaz Albrecht Provisore)
  - Stadtpfarrkirche Maria Himmelfahrt: Mitarbeit an der Barockisierung (1730)
  - Nepomuk-Denkmal an der Kreuzkirche nach Entwurf von Christoph Tausch (1730–1732, gemeinsam mit Johann Albrecht Siegwitz und Johann Adam Karinger)
  - Nepomuk-Denkmal an der Matthiaskirche (1723)
- Hirschberg, Hl. Kreuz: Figurenschmuck des Hochaltars (1727–1729; zugeschrieben)
- Striegau, Pfarrkirche St. Peter und Paul: Seitenaltar-Figuren der Hll. Gertrud und Scholastika (1720–1725, zugeschrieben)
- Groß Tinz: Statue des böhmischen Landesheiligen Johannes Nepomuk vor der Kirchhofmauer als Stiftung des Johanniter-Ordenskomturs Johann Joseph von Götzen (1733)
- Sagan, Stiftskirche: Beteiligung an der Barockisierung (vor 1736)